# (3922) Heather
(3922) Heather es un asteroide perteneciente al cinturón de asteroides, descubierto el 26 de septiembre de 1971 por Carlos Torres desde la Estación Astronómica de Cerro El Roble, Chile.

## Designación y nombre
Designado provisionalmente como 1971 SP3. Fue nombrado Heather en honor a la astrónoma británica Heather Couper.